# Polideportivo Fernando Martín
Der Polideportivo Fernando Martín (voller Name: Pabellón Polideportivo Municipal Fernando Martín; deutsch Städtische Mehrzweck-Sporthalle Fernando Martín) ist eine Mehrzweckhalle in der spanischen Stadt Fuenlabrada, Autonome Gemeinschaft Madrid. Es ist die Spielstätte des Basketballclubs Carplus Fuenlabrada.

## Geschichte
Benannt ist die Sportarena nach dem spanischen Basketballspieler Fernando Martín (1962–1989), der mit 27 Jahren bei einem Verkehrsunfall ums Leben kam. Rund zwei Jahre nach seinem Tod wurde die Halle im September 1991, im Beisein seiner Eltern, eingeweiht. Es standen sich zwei ehemaligen Clubs von Martín, CB Estudiantes und Real Madrid, gegenüber. In der Halle befinden sich auch die Büros des Carplus Fuenlabrada. Neben dem Basketball können weitere Sportarten wie Karate, Judo und Rhythmische Sportgymnastik sowie Schulsport und Seniorensport im Pabellón Polideportivo ausgeübt werden.
In der FIBA European Championship 1991/92 mussten die Mannschaften aus Jugoslawien, wegen der Jugoslawienkriege, auf Ersatzspielorte außerhalb des Landes ausweichen. Der KK Partizan Belgrad trug die Partien der Gruppenphase in der Halle in Fuenlabrada aus. Letztendlich gewann Partizan das Endspiel in Istanbul gegen den spanischen Club Joventut de Badalona mit 71:70.
2007 wurde die Halle renoviert. Neben einer Tiefgarage wurde auch eine neue Nordtribüne eingebaut. Sie steigerte das Platzangebot von ursprünglich 5100 auf die heute gültige Zahl von 5700.

## Galerie

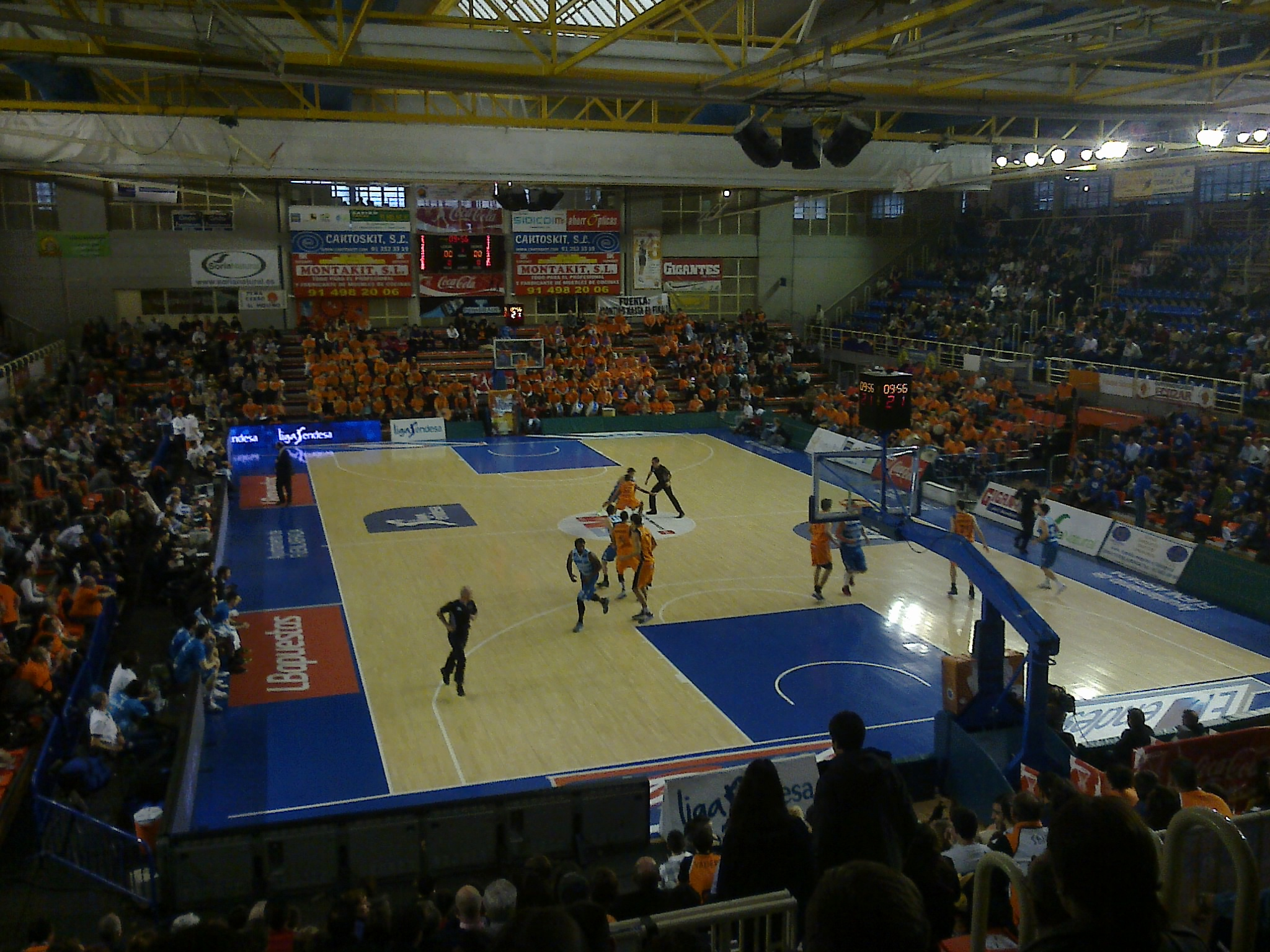
Spiel der Liga ACB zwischen Montakit Fuenlabrada und San Sebastián Gipuzkoa BC am 9. März 2013